# Powolność
Powolność – powieść Milana Kundery, po raz pierwszy opublikowana w 1993 roku (pierwsze polskie wydanie: 1995). Została napisana w języku francuskim. W tym utworze Kundera łączy wiele elementów fabuły, postaci i tematów na około 150 stronach. Narrator (którego można utożsamić z autorem) przedstawia swój punkt widzenia na nowoczesność, technologię, pamięć i zmysłowość.